# Öves gesztcincér
Az öves gesztcincér (Leiopus nebulosus) a cincérfélék családjába tartozó, Európában honos, lombos fákon élő bogárfaj. 

## Megjelenése
Az öves gesztcincér testhossza a hím esetében 5-9,2 mm, a nőstény 6,4-9,5 mm-es. Az előtor első és hátsó pereme kb. egyforma hosszú, oldalvonalai domborúak, oldalaiból a középvonaltól lejjebb egy-egy tüske áll ki; szárnyfedőinek oldalvonalai kb. a kétharmadukig párhuzamosak. Színe világosabb vagy sötétebb barna, felülete fehéresszürkén és barnásfeketén tarkítva szőrözött. Szárnyfedőin két elmosódott, pontozott határvonalú sötét keresztsáv látható; közülük az elülső a varrat mentén megszakított. Az előtor szórtan, mélyen pontozott. A csápok ízei a harmadiktól kezdve a tövükön vörösbarnák, a csúcsuk felé sötétebbek, egészen feketék.

### Hasonló fajok
2009-ben a hím- és nőstény ivarszervek alapján a Leiopus nebulosus-tól elkülönítették a L. linnei-t. Morfológiailag nagyon hasonlítanak, csak tapasztalt taxonómus tudja elkülöníteni őket.  A L. linnei Közép-Európában gyakoribb, míg a L. nebulosus inkább az európai partvidékeken elterjedt. 

## Elterjedése és életmódja
Európában honos, Észak-Spanyolországtól a Kaukázusig, de főleg Nyugat-, Közép- és Észak-Európában gyakori. Magyarországon a hegy- és dombvidékeken elterjedt, gyakori faj.  
Lárvája különféle lombos fák (bükk, gyertyán, dió, mogyoró, juhar, szil, tölgy, nyír, gyümölcsfák, stb.) elhalt, nedvesen korhadó törzsében, ágaiban él. Fejlődése egy évig tart, majd vékony kérgű fa esetén a faanyag felső rétegében; vastag kéregnél a geszt felszínén vagy akár a kéregben bábkamrát készít és bebábozódik. Az imágó májustól augusztusig rajzik. Este és éjjel aktív, de nappal is megtalálható a kiszáradt, korhadó fatörzseken, ágakon. 

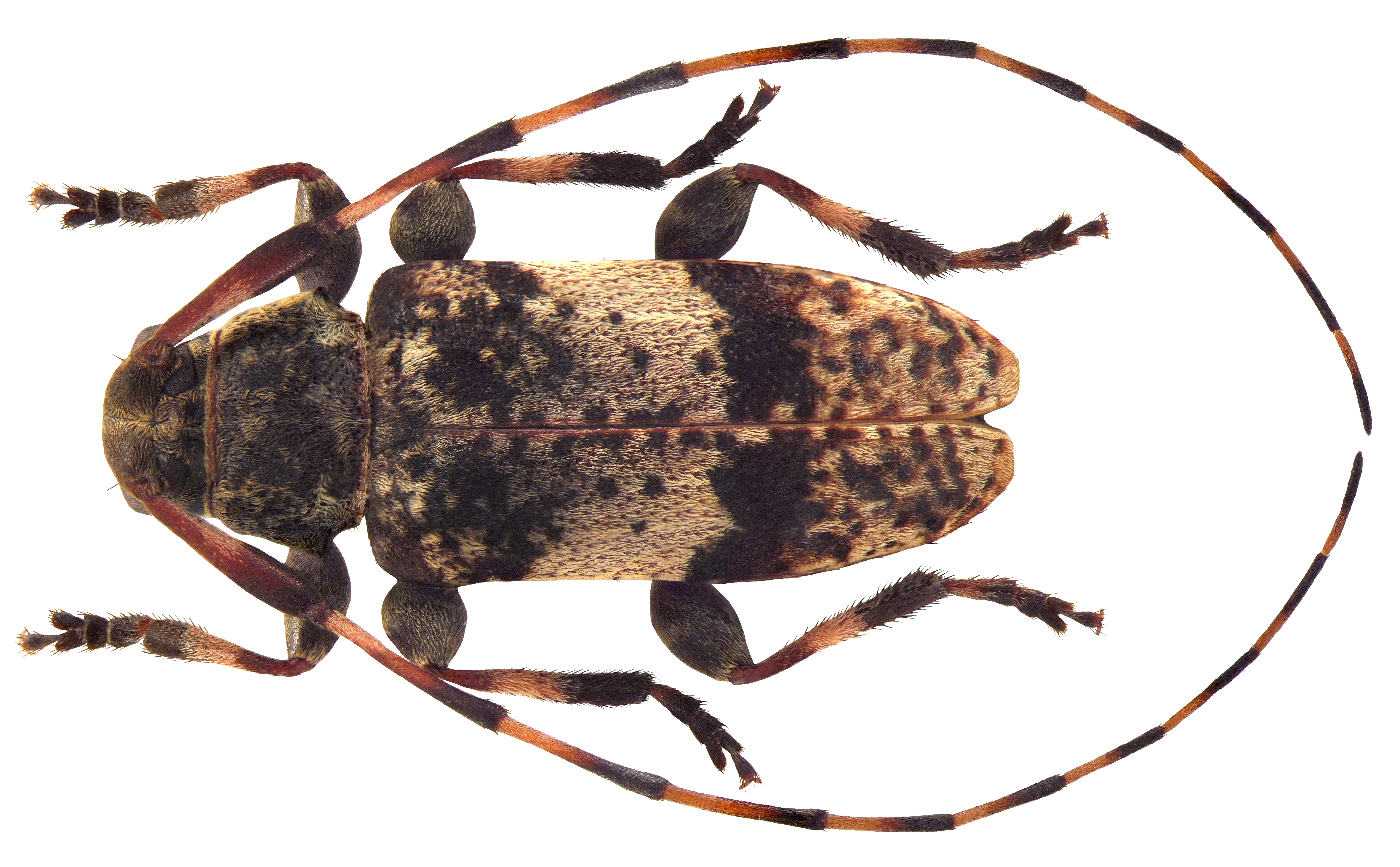
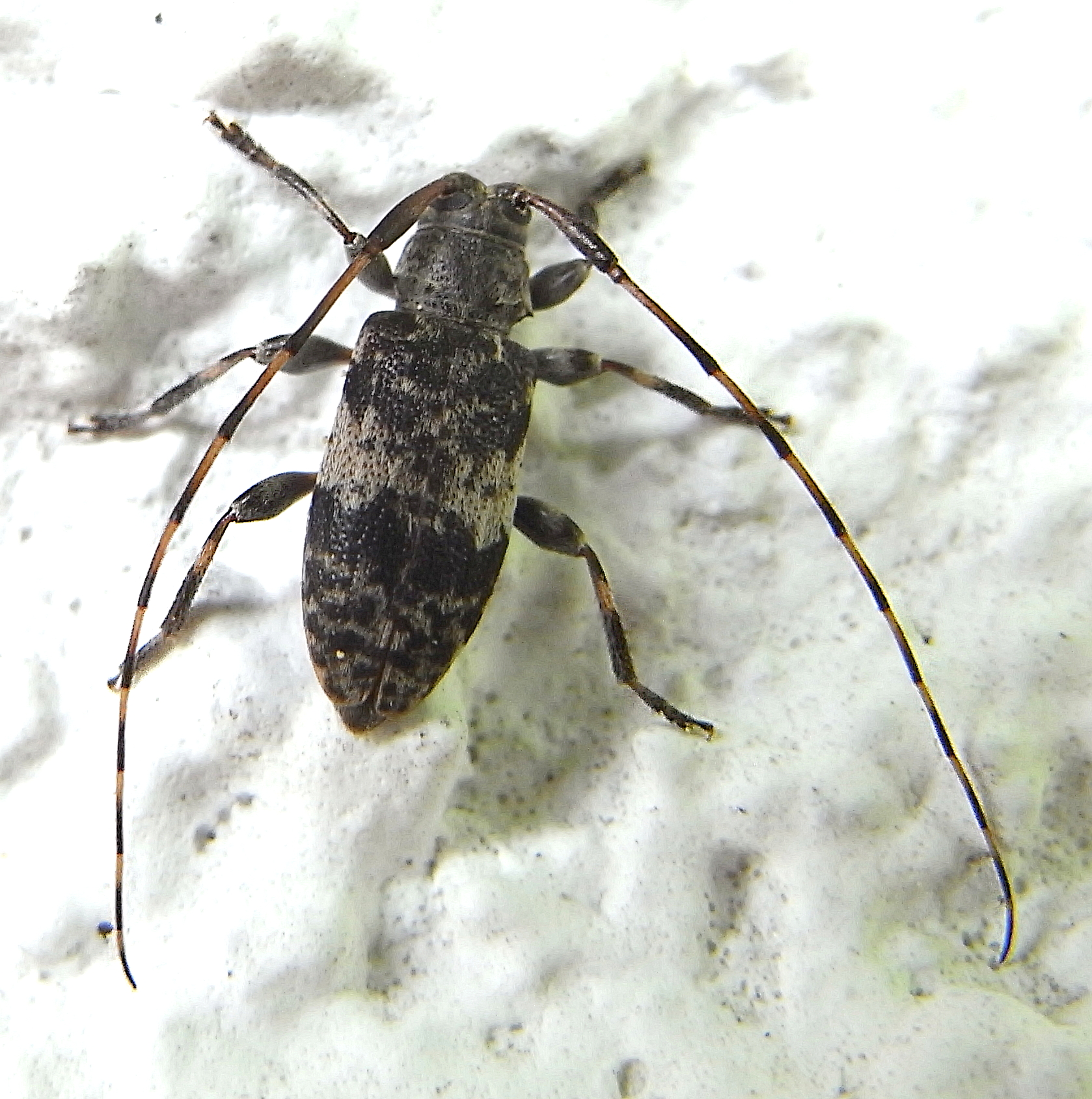
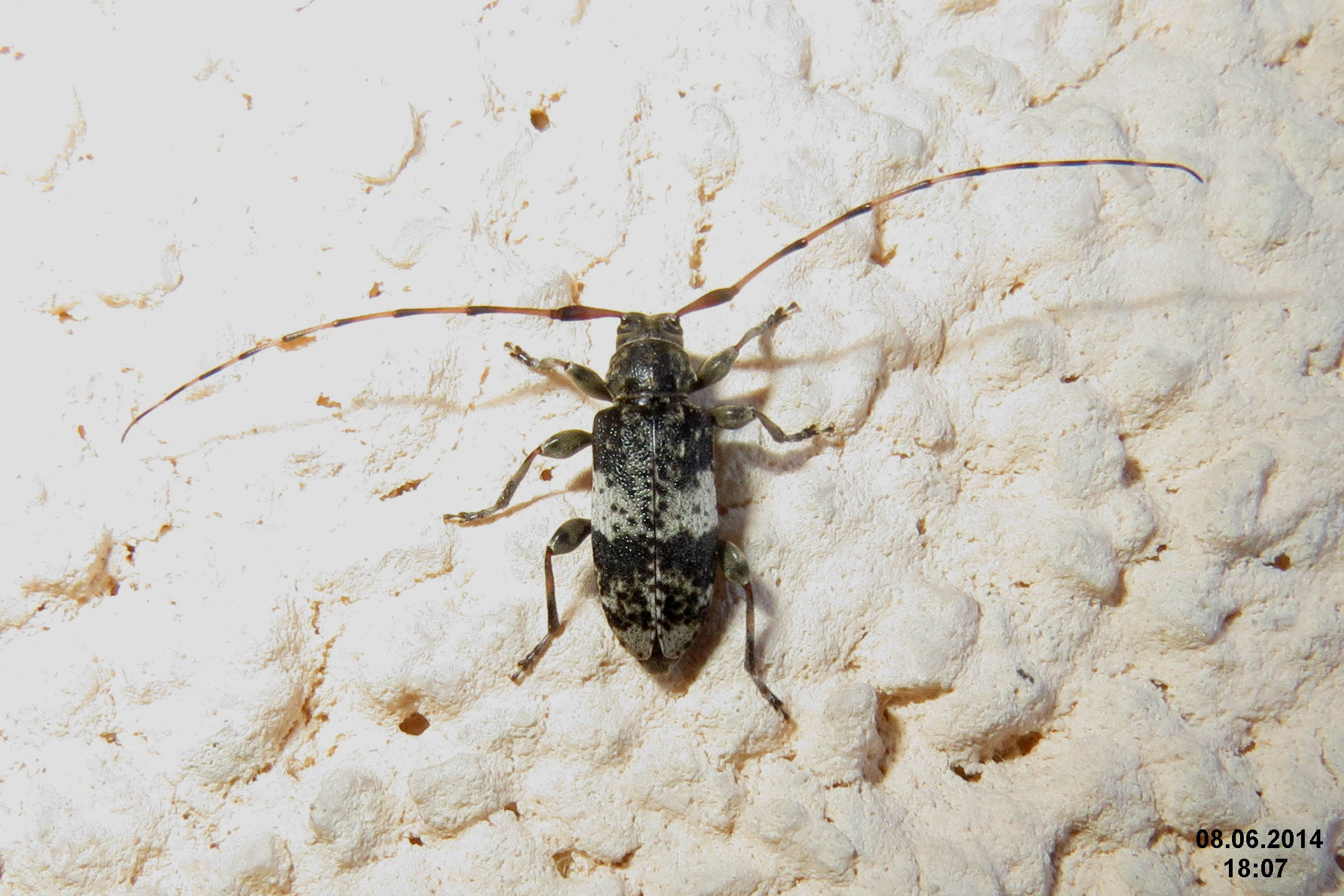
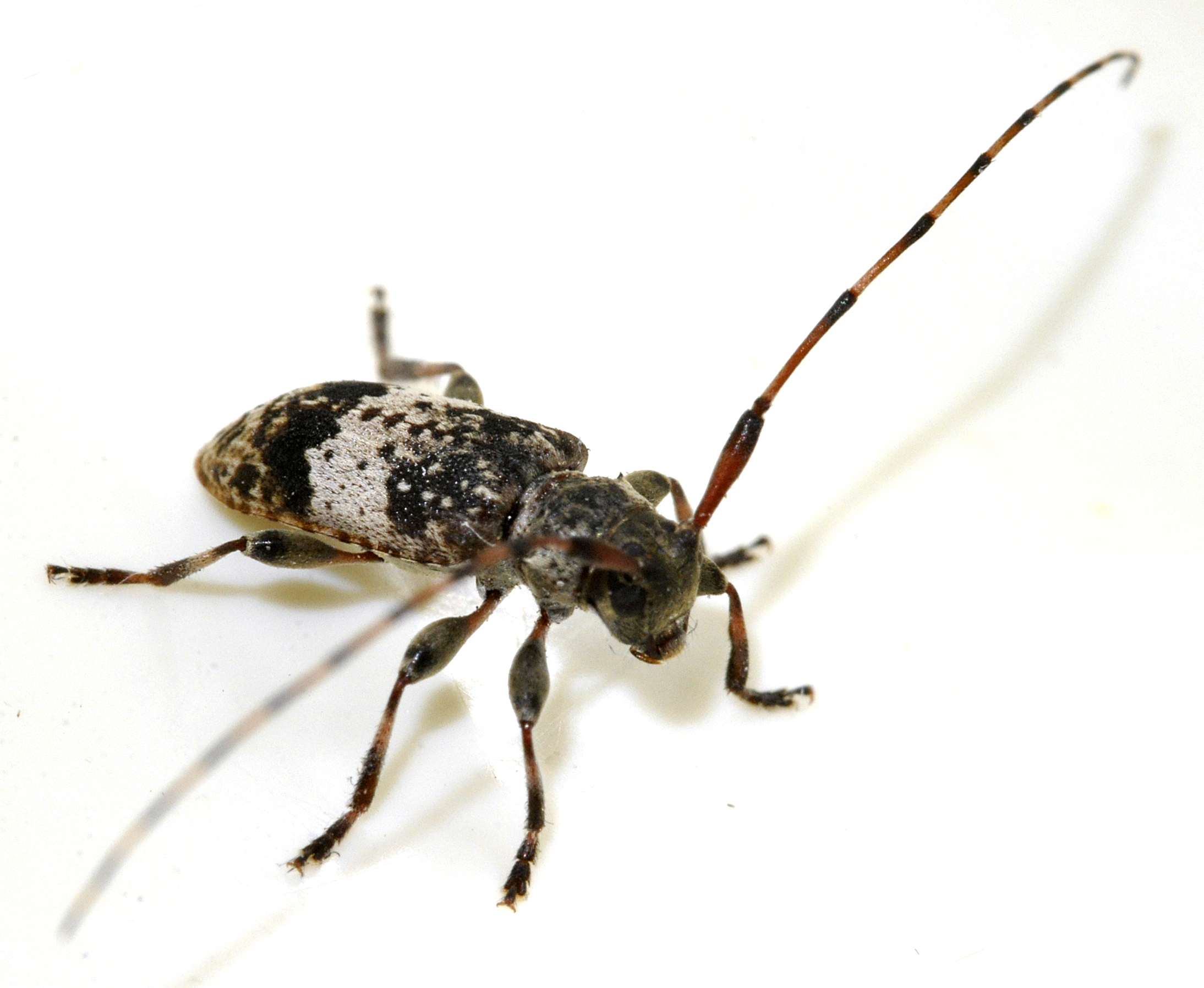
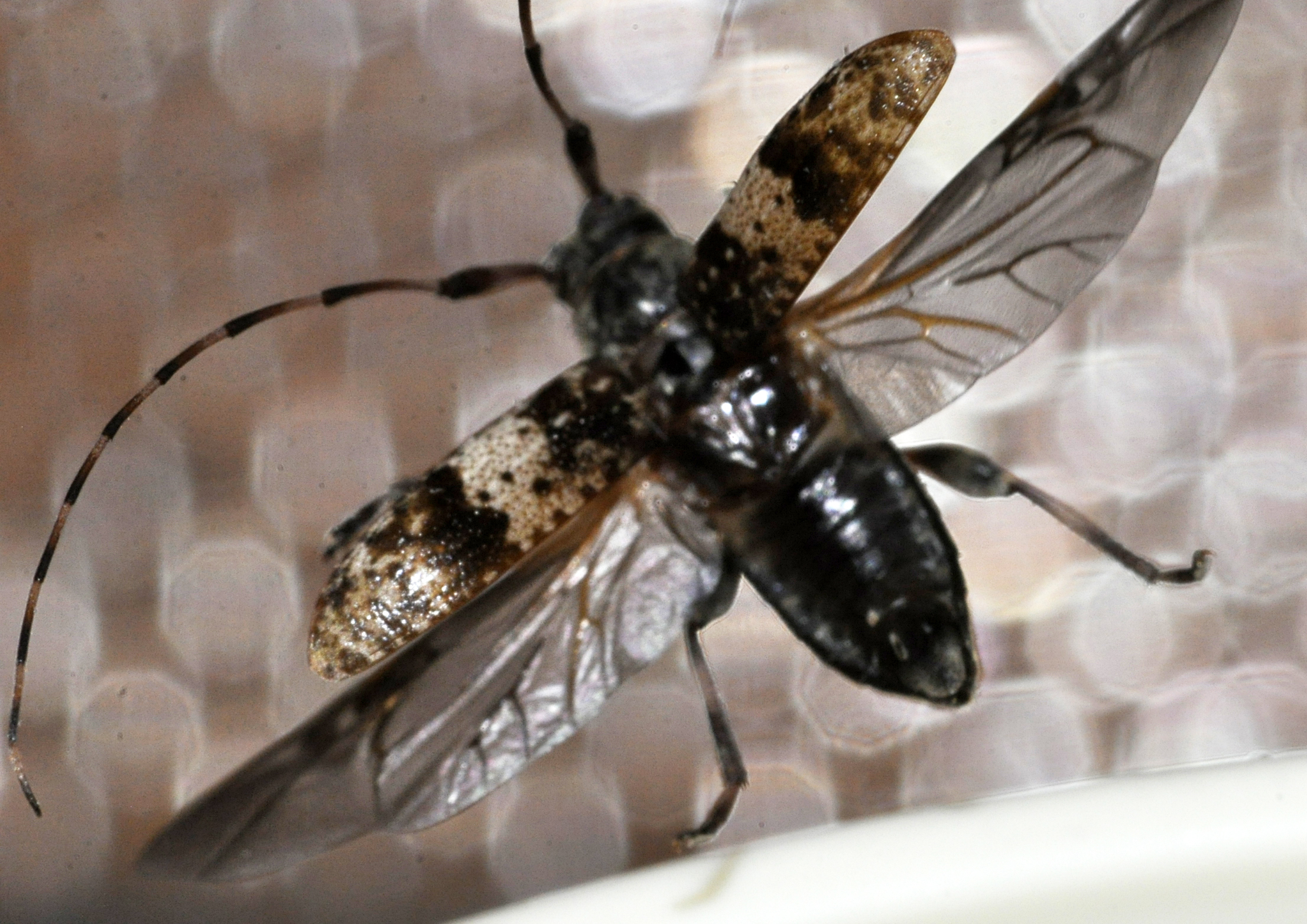

Magyarországon nem védett.